# یاچوک
یاچوک (به لاتین: Jaczewek) یک روستا در لهستان است که در گمینا دوبره (استان ماسوویان) واقع شده‌است.